# Républicain d'Arnaud
Pseudonigrita arnaudi
Espèce
Statut de conservation UICN

 LC  : Préoccupation mineure
Le Républicain d'Arnaud (Pseudonigrita arnaudi) est une espèce d'oiseaux de la famille des Ploceidae.
Son nom est dédié à l'ingénieur et explorateur Joseph-Pons d'Arnaud (1813-1884).

## Répartition
Cet oiseau se trouve en Éthiopie, au Kenya, en Ouganda, Somalie, au Soudan et en Tanzanie.